# 朱咪咪
朱咪咪（英語：Mimi Choo，1954年10月26日—），本名朱月美，馬來西亞女演員、歌手，出生于馬來亞聯合邦霹雳州怡保，是新加坡及香港1970年代的粵語小調歌后，當時經常在香港的酒廊獻唱。雖然在1980年代曾經沉寂過一段時間，但到了1990年代與尹光同台演出而再度風光。之後二人一起簽約無綫電視，在夜間的《歡樂今宵》節目中演出。其後，她亦有在多套電視劇及電影中客串，現為無綫電視部頭合約演員。

## 背景
1954年10月26日，本名朱月美的朱咪咪在馬來西亞霹靂州怡保出生，後曾在怡保育才華小及育才华中就讀，於1966年小學畢業。朱咪咪的父親為理髮師，育有9名兒女，一家十口曾住在只有80呎大小的房間。後來遷到華大偉組屋居住。她初中肄業，十多歲開始與胞姐到新加坡演唱，但其演唱風格不獲當地人歡迎；反而在1978年前往香港發展後，事業才有起色，並曾推出粵語小調大碟。
朱咪咪在香港曾擔任酒廊歌手及簽約華納唱片推出過大碟。及後遇上計程車司機的丈夫及結婚，二人育有兩子。朱咪咪與香港藝人馬德鐘為堂叔嫂關係，丈夫為馬德鐘堂兄
。於1990年代加入無綫電視。除電視外她也有參與電影演出，都是擔任諧角，尤以周星馳電影系列最為人熟悉，包括《審死官》、《逃學威龍3之龍過雞年》、《唐伯虎點秋香》、《大內密探零零發》，《百變星君》。2011年更凴《月滿軒尼詩》獲提名第30屆香港電影金像獎最佳女配角。
2013年，朱咪咪憑著馬來西亞電影《撞鬼》，榮獲提名馬來西亞《第一屆金箏獎》最佳女主角。

## 近年狀况

### 2011年
多年来奔波劳累，就是为了要赚钱养家糊口，但却要长期与家人分居，丈夫、两名儿子於2000年離開香港到新加坡生活，與年纪老迈的母亲全留守新加坡的房子居住，咪咪姐则独居香港住所，咪咪姐说：「因为老公和两个儿子长期居住在新加坡，我限制自己的日常花费，将最好的留给家人，十几年来，午餐都以水饺、炒个菜，苹果，花20块钱就解决了，晚餐就随便做，能省则省，要不然就买个叮叮饭加个菜，好也是一餐不好也是一餐！在土瓜湾的菜市场买菜会比较便宜，我是精打细算没错，但我enjoy这个过程。好多人都说做这一行的压力大，要怎么样才能减压，依我看浸薑浴，阅读杂志、看电视，逛街，自己煮凉茶和汤水就够了！」
每次说到一对宝贝儿子，朱咪咪的母爱大发，回忆最担心的莫过於大儿子的皮肤病，「阿庭在新加坡服兵役，之前特地去海边区（德光岛）接受四个月的野外求生训练，不晓得为什么没水洗澡，导致阿庭（儿子）的皮肤敏感引发皮肤病，看了医生都没有用，幸好得到中医的处方，主要针对水痘未清的皮肤问题，又便宜，只要20元就买得到，梁思浩都试过！」。爽直的朱咪咪三句话不离老公和儿子。可见一家人其乐融融，老公和两个儿子亦是她生命中最重要的部份。

### 2015年
2015年，朱咪咪邀請馬德鐘為嘉賓，也終於公開他們是堂叔嫂關係。

### 2017年
朱咪咪在年初七、初八于紅館舉行完「朱咪咪利利是是演唱會」，老公及一對兒子馬健庭及馬健晉都有捧場，2個兒子還上台與母親合唱《海闊天空》，場面溫馨。朱咪咪表示大仔今年會結婚，她年底將榮升做奶奶。朱咪咪笑言香港擺酒費用由她包辦，而馬家親戚眾多，要控制圍數和預算，她會找多些贊助商。問兒子是否想入行？朱咪咪坦言不想兒子入行：「多少人入行後，餓到扁，皮黃骨瘦，我見很多。這幾年我看得很化，什麼也不能令我動怒。」朱咪咪又感謝劉德華送花藍賀她演出：「知他因工受傷，但不怕，百無禁忌，一定大步檻過，祝早日康復。」
2017年9月，朱咪咪長子馬健庭結婚。朱咪咪在微博分享婚宴的照片，同場的還有馬德鐘，譚炳文父女、尹揚明、方伊琪等。期間，朱咪咪職業病發作，充當婚禮司儀，她希望兒子與新抱Jeanette三年抱兩，心急做嫲嫲

## 音樂專輯
| 專輯 # | 專輯名稱           | 發行日期     |
| ------ | ------------------ | ------------ |
| 1st    | 愛情河（粵語小調） | 1979年       |
| 2nd    | 國語時代曲精選     | 1979年       |
| 3rd    | 今天的我           | 1991年7月    |
| 4th    | 喜唱玩樂38首       | 2016年2月5日 |

## 演出作品

### 電視劇（無綫電視）
| 首播   | 劇名             | 角色                 |
| 1991年 | 我愛玫瑰園       | 周玉環               |
| 1992年 | 摩登小男人       | Stella               |
| 1993年 | 都市的童話       | 譚冬梅               |
| 1993年 | 飛星尋龍         | 齊太太               |
| 1994年 | 生死訟           | 陳玉妹               |
| 1995年 | 前世冤家         | 李聯嬌               |
| 1995年 | 天降奇緣         | 周妙群               |
| 1996年 | 天地男兒         | 歐陽楚倩             |
| 1996年 | 河东狮吼         | 盧李氏               |
| 1996年 | 廉政行動組       | 陳愛玉               |
| 1996年 | 闔府統請         | 羅豔卿（傻媽）       |
| 1997年 | 醉打金枝         | 方小玉               |
| 1997年 | 樂壇插班生       | 馬阿萍               |
| 1997年 | 英雄貴姓         | 林 嫂                |
| 1997年 | 保護證人組       | 何豔芳               |
| 1997年 | 狀王宋世傑       | 古 英                |
| 1997年 | 大鬧廣昌隆       | 四 姑                |
| 1998年 | 花木蘭           | 梁紅梅               |
| 1998年 | 掃黃先鋒         |                      |
| 1998年 | 陀槍師姐         | 王二妹（二妹姐）     |
| 1998年 | 烈火雄心         | 陸 茵                |
| 1999年 | 狀王宋世傑（貳） | 古 英                |
| 1999年 | 全院滿座         | 銀鳳嬌               |
| 1999年 | 雙面伊人         | 施嘉華               |
| 1999年 | 洗冤錄           | 魯 花                |
| 2000年 | 男親女愛         | 柳飄飄               |
| 2000年 | 生命有TAKE2      | 周家碧               |
| 2000年 | 陀槍師姐II       | 王二妹（二妹姐）     |
| 2000年 | 金裝四大才子     | 藍紅玉               |
| 2001年 | 娛樂反斗星       | 安 華                |
| 2001年 | 錦繡良緣         | 古美雲               |
| 2001年 | 陀槍師姐III      | 王二妹（二妹姐）     |
| 2001年 | 皆大歡喜         | 黑珍珠               |
| 2002年 | 無考不成冤家     | Miss巫               |
| 2002年 | 烈火雄心II       | 王碧霞（霞姨）       |
| 2002年 | 我要Fit一Fit     | 張玉嫻               |
| 2003年 | 衛斯理           | 裕 母                |
| 2004年 | 皆大歡喜         | 骨精蓮（Nancy）      |
| 2004年 | 陀槍師姐IV       | 王二妹（二妹姐）     |
| 2005年 | 西廂奇緣         | 馬秀珠               |
| 2005年 | 奇幻潮           | -                    |
| 2005年 | 同撈同煲         | 盧三姑               |
| 2005年 | 秀才遇著兵       | 史廖氏               |
| 2005年 | 情迷黑森林       | 莫亞倫               |
| 2005年 | Yummy Yummy      | 六 姐                |
| 2006年 | 滙通天下         | 鳥托娜               |
| 2006年 | 街市的童話       | -                    |
| 2006年 | 東方之珠         | 溫二妹（二妹姐）     |
| 2007年 | 紅衣手記         | 容朱彩珠（Rosemary） |
| 2007年 | 舞動全城         | 朱 太                |
| 2007年 | 通天幹探         | 甘 蓮                |
| 2007年 | 鐵咀銀牙         | 奶 媽                |
| 2008年 | 秀才愛上兵       | 唐 依                |
| 2008年 | 盛裝舞步愛作戰   | 謙 母                |
| 2008年 | 東山飄雨西關晴   | 吳秀珍（秀珍姑）     |
| 2009年 | 王老虎搶親       | 常 萍                |
| 2010年 | 女人最痛         | 鍾嘉碧               |
| 2010年 | 摘星之旅         | 麥愛玲               |
| 2010年 | 刑警             | 馬莉莉（Lily姐）     |
| 2011年 | Only You 只有您  | 梁 貴                |
| 2011年 | 駁命老公追老婆   | 葉 蘭                |
| 2012年 | 換樂無窮         | 馮有儀（Yes Madam）  |
| 2012年 | 盛世仁傑         | 張素娥（玉面飛娥）   |
| 2012年 | 巴不得媽媽...    | 程若真（Jenny）      |
| 2013年 | 老表，你好嘢！   | 夢 露（阿蘭）        |
| 2013年 | 初五啟市錄       | 麥大青               |
| 2013年 | 貓屎媽媽         | 陸加宜（三岔口）     |
| 2014年 | 老表，你好hea！  | 齊秋水               |
| 2014年 | 八卦神探         | 方圓圓（Tina）       |
| 2015年 | 四個女仔三個BAR  | 吳淑芬               |
| 2015年 | 鬼同你OT         | 孫蔡秀玉（秀玉姑）   |
| 2016年 | 來自喵喵星的妳   | 高 瑰（Rose）        |
| 2017年 | 誇世代           | 陳月芬（Fanny）      |
| 2018年 | 跳躍生命線       | 高仲歡               |
| 2019年 | 街坊財爺         | 林莎莎               |
| 2021年 | 陀槍師姐2021     | 王二妹（二妹姐）     |

### 電視劇（新傳媒電視及其他）
| 首播   | 劇名                                                                   | 角色                 |
| 2002年 | 《九層糕》                                                             | 肥媽                 |
| 2003年 | 《家在大巴窯》                                                         | Elephant（老姑婆）   |
| 2004年 | 《非一般媽媽》                                                         | 杜彩霞               |
| 2005年 | 《誰家母雞不生蛋》                                                     | 劉鳳萍               |
| 2006年 | 《哎喲我的媽》                                                         | 楊老媽               |
| 2007年 | 《愛在你左右》（新傳媒與馬來西亞首要媒體（Media Prima Berhad）合拍劇） | 林鳳嬌               |
| 2009年 | 《快樂一家》（新傳媒合拍劇）                                           | 郭春梅               |
| 2011年 | 《樂在雙城》                                                           | 梅金鳳（肥媽）       |
| 2012年 | 《雙星報喜》                                                           | 劉淑嬌               |
| 2014年 | 《同居男女II》                                                         | 曾文瀚之母(特別演出) |
| 2015年 | 《新上错花轿》                                                         | 畢夫人               |

### 綜藝節目（無綫電視）
- 1990年 - 1993年：《歡樂今宵》
- 1994年：《香港搞笑工程》
- 2004年、2005年：《繼續無敵獎門人》（嘉賓）
- 2005年：《飛越大長針》 飾 衰尚宮
- 2005年、2006年：《笑口常開》
- 2008年：《鐵甲無敵獎門人》（嘉賓）
- 2009年：《耳分高下》（嘉賓）
- 2010年：《超級遊戲獎門人》（嘉賓）
- 2011年：《變身男女Chok Chok Chok》（嘉賓）
- 2012年：《世界衝擊影像社》（演出）
- 2012年：《五覺大戰》（嘉賓）
- 2012年：《今日VIP》（嘉賓）
- 2013年：《勁歌金曲》（嘉賓）
- 2014年：《吾淑吾食》（嘉賓）
- 2014年：《Sunday扮嘢王》（嘉賓）饰 奀妮（模仿甄妮）——《梦想号黄包车》
- 2015年：《今日VIP》（嘉賓）
- 2015年：《Sunday靚聲王》（嘉賓）咪咪放送 酒廊金曲
- 2015年：《明星愛廚房》（嘉賓）
- 2015年：《網絡挑機》（演出）
- 2016年：《Sunday好戲王》（嘉賓）
- 2016年：《我愛香港》（嘉賓）
- 2016年：《今日VIP》（嘉賓）
- 2017年：《流行經典50年》及《流行經典50年》- 唱爆周末（嘉賓）
- 2022年：《新春開運王》（嘉賓）

### 電影
| 年份   | 片名                        | 角色         |
| 1991年 | 《情聖》                    | 阿萍的師傅   |
| 1991年 | 《豪門夜宴》                | 賓客         |
| 1992年 | 《妖怪都市》                | 林小婷母親   |
| 1992年 | 《審死官》                  | 奶媽         |
| 1992年 | 《不文騷》                  |              |
| 1993年 | 《逃學威龍3之龍過雞年》     | 大卷次子     |
| 1993年 | 《唐伯虎點秋香》            | 唐母朱茜     |
| 1993年 | 《東方三俠》                |              |
| 1995年 | 《百變星君》                | 李澤洗母親   |
| 1996年 | 《大內密探零零發》          | 阿發外母     |
| 1996年 | 《運財至叻星》              | 按摩師       |
| 2005年 | 《龍咁威II之皇母娘娘呢？》  | 貓屎強的母親 |
| 2005年 | 《妃子笑》                  | 李嬤嬤       |
| 2007年 | 《十分愛》                  | 大姨媽       |
| 2008年 | 《我的最愛》                | 黃太         |
| 2008年 | 《絕代雙嬌》                | 三姨         |
| 2010年 | 《月滿軒尼詩》              | 阿來姨媽     |
| 2010年 | 《唐伯虎點秋香2之四大才子》 | 唐母朱茜     |
| 2012年 | 《2012我愛香港喜上加囍》    | 朱小倩       |
| 2012年 | 《爛賭夫鬥爛賭妻》          | Pauline      |
| 2012年 | 《撞鬼》                    |              |
| 2013年 | 《盲探》                    |              |
| 2014年 | 《做你愛做的事》            |              |
| 2015年 | 《麻雀王》                  |              |
| 2015年 | 《華Xiao英雄》              |              |
| 2015年 | 《爱情魔发师》              |              |
| 2016年 | 《綁架丁丁當》              | 師奶金       |
| 2017年 | 《我要發達》                | 阿金         |
| 2017年 | 《瑪格麗特的春天》          | 謝婉兒母親   |
| 2018年 | 《一家亲亲过好年》          | 虾姑         |
| 2018年 | 《切小金家的旅館》          | 毛西華       |
| 2020年 | 《新年泰疯狂》              |              |
| 2022年 | 《團圓飯》                  |              |
| 2025年 | 《守护者Redemption》        |              |
| 2025年 | 《做个有钱人》              |              |

### 電影配音
- 2005年：《麻婆島》
- 2006年：《反斗車王》阿菲
- 2007年：《羅拔神奇家族》院長
- 2011年：《反斗車王2》阿菲（客串聲音演出）
- 2013年：《古魯家族》婆婆
- 2017年：《反斗車王3》阿菲

## 廣告作品
- 金威清潔用品系列
- 三生牌鹿茸大補酒
- 廣東省愛康健牙科連鎖診所 - 恆雅口腔門診
  - 可能是首位香港藝人成為中國牙科診所服務代言人
- 家寶素

## 演唱會
- 朱咪咪咪玩嘢演唱會2008（2008年7月28日—29日 香港文化中心音樂廳）
- 朱咪咪吾會玩嘢演唱會2011（2011年9月3日－4日 紅磡香港體育館）[20]
- 朱咪咪大吉利是演唱會2013（2013年2月23日 紅磡香港體育館）[21]
- 朱咪咪我做晒演唱會（2015年2月6日紅磡香港體育館）[22]
- 朱咪咪我唱晒演唱會澳門站（2015年12月26日澳門銀河百老匯）[23]
- 朱咪咪利利是是演唱会2017（2017年2月3日-4日 紅磡香港體育館）[24]
- 朱咪咪《豬年"我喺我"》澳門演唱會 2019（2019年5月4日澳門銀河百老匯）[25]

## 外部連結
- 香港演員朱咪咪的新浪微博
- 朱咪咪在香港影庫上的簡介
- 朱咪咪在豆瓣上的资料（简体中文）
- 朱咪咪在时光网上的簡介（简体中文）